# Saussurea nupuripoensis
Saussurea nupuripoensis là một loài thực vật có hoa trong họ Cúc. Loài này được Miyabe & Miyake miêu tả khoa học đầu tiên năm 1915.